# ماكس بوير
ماكس بوير هو مصارع محترف كندي، ولد في 2 يونيو 1984 في لونغوي في كندا.

## روابط خارجية
- ماكس بوير على موقع CageMatch worker (الإنجليزية)
- ماكس بوير على موقع عالم المصارعة على الإنترنت (الإنجليزية)
- ماكس بوير على موقع عالم المصارعة على الإنترنت (الإنجليزية)